# Loreta Vaicekauskienė
Loreta Vaicekauskienė (ur. 1970) – litewska językoznawczyni i socjolingwistka. 
Do jej zainteresowań naukowych należą: planowanie i standaryzacja językowa, ideologie językowe, wariacyjność języka z perspektywy społecznej, kontakty językowe oraz język angielski w ujęciu globalnym. Tworzy przekłady z języka duńskiego
Docent w Centrum Studiów Skandynawskich Uniwersytetu Wileńskiego. Członkini zarządu Litewskiego Stowarzyszenia Językoznawstwa Stosowanego. Kierownik Centrum Socjolingwistyki Instytutu Badawczego Języka Litewskiego. 
Jest autorką książki Naujieji lietuvių kalbos svetimžodžiai: kalbos politika ir vartosena (2007), poświęconej zapożyczeniom w języku litewskim. Objęła redakcją publikacje poruszające problematykę ideologii i zmian językowych: Lietuvių kalbos ideologija: norminimo ir galios istorija (2016, współred. Nerijus Šepetys) oraz Lietuvių kalbos idealai: kaip keitėsi geriausios kalbos idėja (2017).
W 2015 roku odbyła staż „Fulbright“ na Uniwersytecie Stanu Arizona. W 2014 roku została laureatką Nagrody Klanu Gailisów  (Gailių klano premija) za „miłość do żywego języka litewskiego“. Swoją krytyką koncepcji regulacji językowej i postaw językowych właściwych dla językoznawstwa litewskiego uzyskała rozgłos w mediach.